# Jean Brahe
Jean F. Brahe (født 21. oktober 1951, død 8. september 2016 i Fredericia) var arkitekt MAA, civiløkonom og tidligere bestyrelsesformand for fonden Realdania. Han sad i fondens bestyrelse siden 2003 og blev valgt til formand i 2007. Han afgik som formand 2009.